# Obsolete
Obsolete är det tredje albumet av bandet Fear Factory som släpptes den 28 juli, 1998. Obsolete är Fear Factorys bäst säljande album, som såldes guld i Australien av ARIA, samt i USA av RIAA. Det är det första albumet som gitarristen Dino Cazares använde 7-strängade gitarrer och nedstämd i A-standard (dvs. A-D-G-C-F-A-D). En cover på Cars av Gary Numan spelades in under inspelningen av albumet.

## Låtlista
1. "Shock" (Bell/Cazares/Herrera/Wolbers) - 4:58
2. "Edgecrusher" (Bell/Cazares/Herrera/Madchild/Wolbers) - 3:39
3. "Smasher/Devourer" (Bell/Cazares/Herrera/Wolbers) - 5:34
4. "Securitron (Police State 2000)" (Bell/Cazares/Herrera/Wolbers) - 5:47
5. "Descent" (Bell/Cazares/Herrera/Wolbers) - 4:36
6. "Hi-Tech Hate" (Bell/Cazares/Herrera/Wolbers) - 4:33
7. "Freedom or Fire" (Bell/Cazares/Herrera/Wolbers) - 5:11
8. "Obsolete" (Bell/Cazares/Herrera/Wolbers) - 3:51
9. "Resurrection" (Bell/Cazares/Herrera/Wolbers) - 6:35
10. "Timelessness" (Bell/Cazares/Fulber) - 4:08